# Fibigia thesigeri
Fibigia thesigeri är en korsblommig växtart som beskrevs av Karl Heinz Rechinger. Fibigia thesigeri ingår i släktet Fibigia och familjen korsblommiga växter. Inga underarter finns listade i Catalogue of Life.